# Afonso, Príncipe de Portugal (1526)
Afonso de Portugal ou Afonso de Avis e Habsburgo (Almeirim, 24 de Fevereiro de 1526 - Lisboa, 12 de Abril de 1526), foi o Príncipe herdeiro de Portugal ao longo do seu escasso mês e meio de vida.
D. Afonso era o filho mais velho do Rei de Portugal, D. João III e da rainha D. Catarina de Áustria, sendo neto por via paterna de D. Manuel I de Portugal e de D. Maria de Aragão, e por via materna de Filipe I e Joana I de Castela.
A sua trágica morte prematura (muito provavelmente devida à consaguinidade resultante das sucessivas uniões dinásticas entre Portugal e Castela desde o início do século XVI), e prenunciando o que viria a suceder com os demais filhos do casal real, causou grande consternação na corte. No ano seguinte, com o nascimento da D. Maria Manuela volta a existir um herdeiro para a Coroa. Jaz no Mosteiro dos Jerónimos, no mesmo túmulo que o irmão Filipe.